# Ano Doliana
Ano Doliana (en griego en griego: Άνω Δολιανά, donde «Άνω» significa "superior") o sencillamente Doliana, es un pueblo montañoso ubicado en el municipio de Cinuria del Norte, en el área oriental de Arcadia, Grecia. En 2011 tenía 90 habitantes. Es un asentamiento tradicional protegido.

## Actividades
El Sendero Europeo E-4 atraviesa Doliana, convirtiéndolo en un sitio ideal para ir de excursión.